# Philippe Robba
Philippe Robba (* 18. März 1941; † 12. Oktober 1988) war ein französischer Mathematiker, der sich mit p-adischer Analysis befasste.
Robba studierte in Paris und nahm dort Ende der 1960er Jahre am zahlentheoretischen Seminar von Hubert Delange, Georges Poitou und Pisot teil. Er war in den 1970er Jahren an der Universität Paris VI und leitete mit Yvette Amice  ab 1973 ein eigenes Seminar über p-adische Analysis (Groupe de travail d’analyse ultramétrique) am Institut Henri Poincaré mit einer eigenen Veröffentlichungsreihe. In den 1980er Jahren war er an der Universität Paris-Süd in Orsay.
Er war mit Bernard Dwork ein Pionier in der Theorie p-adischer Differentialgleichungen und entwickelte darin eine Indextheorie.

## Schriften
- On the index of {\displaystyle p}-adic differential operators I. In: Annals of Mathematics. Serie 2, Band 101, Nr. 2, 1975, S. 280–316, JSTOR:1970992.
- mit Gilles Christol: Equations différentielles {\displaystyle p}-adiques. Application aux sommes exponentielles. Hermann, Paris 1994, ISBN 2-7056-6231-8.